# Luigi Sincero
Luigi Sincero (26 de março de 1870 - 7 de fevereiro de 1936) foi um cardeal católico romano e presidente da Pontifícia Comissão para a Interpretação Autêntica do Código de Direito Canônico e Secretário da Sagrada Congregação para as Igrejas Orientais, título de prefeito mantido pelos papas de 1917 a 1967.
Ele nasceu em Trino Vercellese, Piemonte, Itália. Ele foi educado no Seminário de Vercelli e na Pontifícia Universidade Gregoriana, em Roma. Foi ordenado em 1892. Foi escolhido vice- reitor do Pontifício Colégio Lombardo em 1894. Trabalhou como membro do corpo docente do Seminário de Vercelli e como teólogo canônico de sua catedral de 1894 até 1908. Foi nomeado Auditor da Rota Romana em 20 de outubro de 1908. Foi Secretário da Pontifícia Comissão para a Autêntica Interpretação do Código de Direito Canônico em 18 de outubro de 1917 e secretário do Sagrado Colégio dos Cardeais em 1919. Ele serviu como secretário do conclave de 1922.

## Cardinalizado
Ele foi criado e proclamado cardeal-diácono de São Jorge em Velabro no consistório de 23 de maio de 1923 pelo Papa Pio XI.
O papa Pio nomeou Sincero como secretário da Congregação para as Igrejas Orientais em 3 de fevereiro de 1927. Ele optou pela ordem dos Cardeais-presbíteros.

## Episcopado
O papa Pio o nomeou arcebispo titular de Petra di Palestina em 11 de janeiro de 1929. Ele foi consagrado dois dias depois na Capela Sistina pelo papa Pio XI. Ele foi eleito para a ordem dos Cardeais-bispos, recebendo a sé suburbicária de Palestrina em 13 de março de 1933. O papa Pio nomeou-o presidente da Pontifícia Comissão para a Codificação do Direito Canônico Oriental em 23 de novembro de 1934 e Presidente da Pontifícia Comissão para Interpretação Autêntica do Código de Direito Canônico. Ele morreu pouco antes de completar 66 anos em 7 de fevereiro de 1936.